# جيري بيرد (موسيقي)
جيري بيرد (بالإنجليزية: Jerry Byrd)‏ هو موسيقي ومغني وكاتب أغاني وعازف قيثارة أمريكي، ولد في 9 مارس 1920 في أوهايو في الولايات المتحدة، وتوفي في 11 أبريل 2005 في هونولولو في الولايات المتحدة بسبب مرض باركنسون.

## وصلات خارجية
- جيري بيرد على موقع IMDb (الإنجليزية)
- جيري بيرد على موقع ميوزك برينز (الإنجليزية)
- جيري بيرد على موقع ديسكوغز (الإنجليزية)
- جيري بيرد على موقع قاعدة بيانات الفيلم (الإنجليزية)